# نیمکت گرمکن‌ها
نیمکت گرمکن‌ها (انگلیسی: The Benchwarmers) فیلمی در ژانر زوج هنری و کمدی به کارگردانی دنیس داگن است که در سال ۲۰۰۶ منتشر شد.